# 24e cérémonie des Critics' Choice Movie Awards
La 24e cérémonie des Critics' Choice Movie Awards (ou BFCA Awards), décernés par la Broadcast Film Critics Association, a lieu le 13 janvier 2019 et récompense les films sortis en 2018. Elle est diffusée en direct sur la chaine américaine The CW.

## Palmarès

### Meilleur film
- Roma
  - Black Panther
  - BlacKkKlansman : J'ai infiltré le Ku Klux Klan (BlacKkKlansman)
  - La Favorite (The Favourite)
  - First Man : Le Premier Homme sur la Lune (First Man)
  - Green Book : Sur les routes du sud (Green Book)
  - Si Beale Street pouvait parler (If Beale Street Could Talk)
  - Le Retour de Mary Poppins (Mary Poppins Returns)
  - A Star Is Born
  - Vice

### Meilleur réalisateur
- Alfonso Cuarón pour Roma
  - Damien Chazelle pour First Man : Le Premier Homme sur la Lune (First Man)
  - Bradley Cooper pour A Star Is Born
  - Peter Farrelly pour Green Book : Sur les routes du sud (Green Book)
  - Yorgos Lanthimos pour La Favorite (The Favourite)
  - Spike Lee pour BlacKkKlansman : J'ai infiltré le Ku Klux Klan (BlacKkKlansman)
  - Adam McKay pour Vice

### Meilleur acteur
- Christian Bale pour le rôle de Dick Cheney dans Vice
  - Bradley Cooper pour le rôle de Jackson Maine dans A Star Is Born
  - Willem Dafoe pour le rôle de Vincent van Gogh dans At Eternity's Gate
  - Ryan Gosling pour le rôle de Neil Armstrong dans First Man : Le Premier Homme sur la Lune (First Man)
  - Ethan Hawke pour le rôle de Ernst Toller dans Sur le chemin de la rédemption (First Reformed)
  - Rami Malek pour le rôle de Freddie Mercury dans Bohemian Rhapsody
  - Viggo Mortensen pour le rôle de Tony Lip dans Green Book : Sur les routes du sud (Green Book)

### Meilleure actrice
- Glenn Close pour le rôle de Joan Castleman dans The Wife
- Lady Gaga pour le rôle d'Ally Maine dans A Star Is Born
  - Yalitza Aparicio pour le rôle de Cleo dans Roma
  - Emily Blunt pour le rôle de Mary Poppins dans Le Retour de Mary Poppins (Mary Poppins Returns)
  - Toni Collette pour le rôle de Annie Graham dans Hérédité (Hereditary)
  - Olivia Colman pour le rôle d'Anne d'Angleterre dans La Favorite (The Favourite)
  - Melissa McCarthy pour le rôle de Lee Israel dans Can You Ever Forgive Me?

### Meilleur acteur dans un second rôle
- Mahershala Ali pour le rôle de Don Shirley dans Green Book : Sur les routes du sud (Green Book)
  - Timothée Chalamet pour le rôle de Nic Sheff dans Beautiful Boy
  - Adam Driver pour le rôle de Flip Zimmerman dans BlacKkKlansman : J'ai infiltré le Ku Klux Klan (BlacKkKlansman)
  - Sam Elliott pour le rôle de Bobby Maine dans A Star Is Born
  - Richard E. Grant pour le rôle de Jack Hock dans Can You Ever Forgive Me?
  - Michael B. Jordan pour le rôle de N’Jadaka / Erik Killmonger dans Black Panther

### Meilleure actrice dans un second rôle
- Regina King pour le rôle de Sharon Rivers dans Si Beale Street pouvait parler (If Beale Street Could Talk)
  - Amy Adams pour le rôle de Lynne Cheney dans Vice
  - Claire Foy pour le rôle de Janet Shearon Armstrong dans First Man : Le Premier Homme sur la Lune (First Man)
  - Nicole Kidman pour le rôle de Nancy Eamons dans Boy Erased
  - Emma Stone pour le rôle d'Abigail Masham dans La Favorite (The Favourite)
  - Rachel Weisz pour le rôle de Sarah Churchill dans La Favorite (The Favourite)

### Meilleur espoir
- Elsie Fisher dans Eighth Grade
  - Thomasin McKenzie dans Leave No Trace
  - Ed Oxenbould dans Wildlife : Une saison ardente (Wildlife)
  - Millicent Simmonds dans Sans un bruit (A Quiet Place)
  - Amandla Stenberg dans The Hate U Give – La Haine qu'on donne (The Hate U Give)
  - Sunny Suljic dans Mid-90s

### Meilleure distribution
- La Favorite (The Favourite)
  - Black Panther
  - Crazy Rich Asians
  - Vice
  - Les Veuves (Widows)

### Meilleur scénario original
- Sur le chemin de la rédemption (First Reformed) – Paul Schrader
  - Eighth Grade – Bo Burnham
  - Roma – Alfonso Cuarón
  - La Favorite (The Favourite) – Deborah Davis et Tony McNamara
  - Vice – Adam McKay
  - Green Book : Sur les routes du sud (Green Book)  – Nick Vallelonga, Brian Hayes Currie et Peter Farrelly
  - Sans un bruit (A Quiet Place) – Bryan Woods, Scott Beck et John Krasinski

### Meilleur scénario adapté
- Si Beale Street pouvait parler (If Beale Street Could Talk) – Barry Jenkins
  - Black Panther – Joe Robert Cole et Ryan Coogler
  - Can You Ever Forgive Me? – Nicole Holofcener et Jeff Whitty
  - A Star Is Born – Bradley Cooper, Eric Roth et Will Fetters
  - First Man : Le Premier Homme sur la Lune (First Man) – Josh Singer
  - BlacKkKlansman : J'ai infiltré le Ku Klux Klan (BlacKkKlansman) – Spike Lee, David Rabinowitz, Charlie Wachtel et Kevin Willmott

### Meilleure photographie
- Roma – Alfonso Cuarón
  - Si Beale Street pouvait parler (If Beale Street Could Talk) – James Laxton
  - A Star Is Born – Matthew Libatique
  - Black Panther – Rachel Morrison
  - La Favorite (The Favourite) – Robbie Ryan
  - First Man : Le Premier Homme sur la Lune (First Man) – Linus Sandgren

### Meilleure direction artistique
- Black Panther – Hannah Beachler et Jay Hart
  - Roma – Eugenio Caballero et Barbara Enriquez
  - Crazy Rich Asians – Nelson Coates et Andrew Baseman
  - La Favorite (The Favourite) – Fiona Crombie et Alice Felton
  - First Man : Le Premier Homme sur la Lune (First Man) – Nathan Crowley et Kathy Lucas
  - Le Retour de Mary Poppins (Mary Poppins Returns) – John Myhre et Gordon Sim

### Meilleur montage
- First Man : Le Premier Homme sur la Lune (First Man) – Tom Cross
  - A Star Is Born – Jay Cassidy
  - Vice – Hank Corwin
  - Roma – Alfonso Cuarón et Adam Gough
  - La Favorite (The Favourite) – Yorgos Mavropsaridis
  - Les Veuves (Widows) – Joe Walker

### Meilleurs costumes
- Black Panther – Ruth E. Carter
  - Marie Stuart, reine d’Écosse (Mary Queen of Scots) – Alexandra Byrne
  - Bohemian Rhapsody – Julian Day
  - La Favorite (The Favourite) – Sandy Powell
  - Le Retour de Mary Poppins (Mary Poppins Returns) – Sandy Powell

### Meilleur maquillage
- Vice
  - Black Panther
  - Bohemian Rhapsody
  - La Favorite (The Favourite)
  - Marie Stuart, reine d’Écosse (Mary Queen of Scots)
  - Suspiria

### Meilleurs effets visuels
- Black Panther
  - Avengers: Infinity War
  - First Man : Le Premier Homme sur la Lune (First Man)
  - Le Retour de Mary Poppins (Mary Poppins Returns)
  - Mission impossible : Fallout
  - Ready Player One

### Meilleure musique de film
- First Man : Le Premier Homme sur la Lune (First Man) – Justin Hurwitz
  - Green Book – Kris Bowers
  - Si Beale Street pouvait parler (If Beale Street Could Talk) – Nicholas Britell
  - L'Île aux chiens (Isle of Dogs) – Alexandre Desplat
  - Black Panther – Ludwig Göransson
  - Le Retour de Mary Poppins (Mary Poppins Returns) – Marc Shaiman

### Meilleure chanson originale
- Shallow – A Star Is Born
  - All the Stars – Black Panther
  - Girl in the Movies – Dumplin'
  - I'll Fight – RBG
  - The Place Where Lost Things Go – Le Retour de Mary Poppins (Mary Poppins Returns)
  - Trip a Little Light Fantastic – Le Retour de Mary Poppins (Mary Poppins Returns)

### Meilleur film en langue étrangère
- Roma •  Mexique
  - Burning •  Corée du Sud
  - Capharnaüm (Capernaum) •  Liban
  - Cold War •  Pologne
  - Une affaire de famille (Manbiki kazoku) •  Japon

### Meilleur film d'animation
- Spider-Man: New Generation (Spider-Man: Into the Spider-Verse)
  - Le Grinch (The Grinch)
  - Les Indestructibles 2 (Incredibles 2)
  - L'Île aux chiens (Isle of Dogs)
  - Miraï, ma petite sœur (Mirai)
  - Ralph 2.0 (Ralph Breaks the Internet)

### Meilleur film d'action
- Mission impossible : Fallout
  - Avengers: Infinity War
  - Black Panther
  - Deadpool 2
  - Ready Player One
  - Les Veuves (Widows)

### Meilleur film de science-fiction ou film d'horreur
- Sans un bruit (A Quiet Place)
  - Annihilation
  - Halloween
  - Hérédité (Hereditary)
  - Suspiria

### Meilleure comédie
- Crazy Rich Asians
  - Deadpool 2
  - La Mort de Staline (The Death of Stalin)
  - La Favorite (The Favourite)
  - Game Night
  - Sorry to Bother You

### Meilleur acteur dans une comédie
- Christian Bale pour le rôle de Dick Cheney dans Vice
  - Jason Bateman pour le rôle de Max Davis dans Game Night
  - Viggo Mortensen pour le rôle de Tony Lip dans Green Book
  - John C. Reilly pour le rôle d'Oliver Hardy dans Stan and Ollie
  - Ryan Reynolds pour le rôle de Wade Wilson / Deadpool dans Deadpool 2
  - Lakeith Stanfield pour le rôle de Cassius "Cash" Green dans Sorry to Bother You

### Meilleure actrice dans une comédie
- Olivia Colman pour le rôle de d'Anne d'Angleterre dans La Favorite (The Favourite)
  - Emily Blunt pour le rôle de Mary Poppins dans Le Retour de Mary Poppins (Mary Poppins Returns)
  - Elsie Fisher pour le rôle de Kayla Day dans Eighth Grade
  - Rachel McAdams pour le rôle de d'Annie Davis dans Game Night
  - Charlize Theron pour le rôle de Marlo Moreau dans Tully
  - Constance Wu pour le rôle de Rachel Chu dans Crazy Rich Asians